# Karlovszky Bertalan

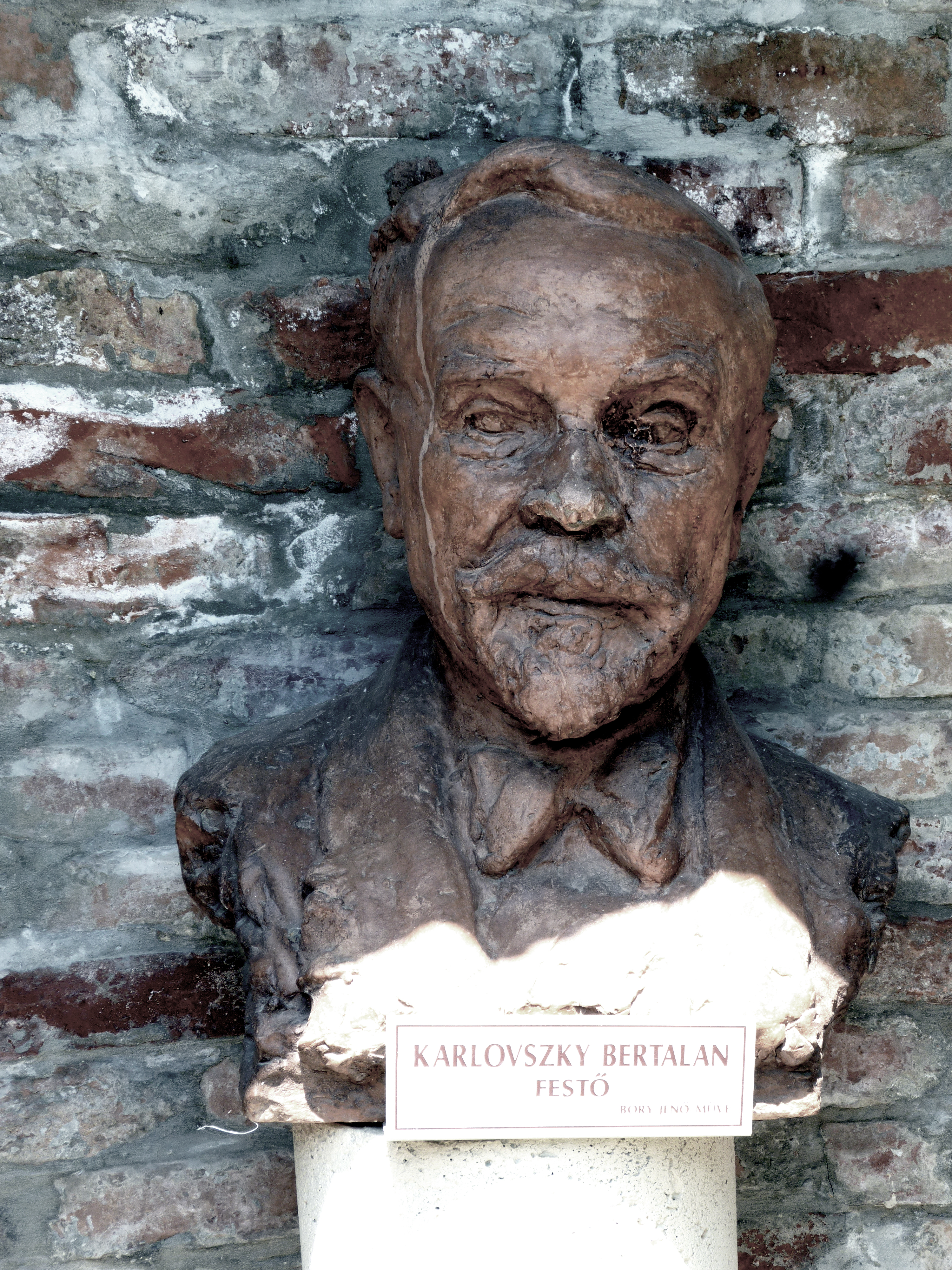
Karlovszky Bertalan mellszobra,
Bory-vár, Székesfehérvár

Karlovszky Bertalan (Munkács, 1858. október 24. – Budapest, 1938. április 11.) magyar festő, főiskolai tanár, az ún. műcsarnoki naturalizmus jellegzetes képviselője.

## Életpályája
A kárpátaljai Munkácson született. A szülei, Karlovszky Gusztáv és Miticzky Ida, csakhamar Pest-Budára költöztek. Iskoláit már itt végezte. Mivel semmi kedvet nem mutatott a továbbtanulásra, szülei a kadét-iskolába adták. Karlovszky azonban, ahelyett, hogy az előadásokat hallgatta volna, folyton rajzolgatott; meglepő ügyességgel vetette papírra tanulótársainak és tanárainak arcképeit. Az Újépületben mindenki a fiatal művészről beszélt, akinek rajzai annyira meglepték elöljáróit, hogy Pyrker őrnagy, akinek az arcképét fénykép után szintén megfestette, a bámulatos hasonlatosság által elragadtatva, azt a tanácsot adta az anyjának, hogy beszélje le fiát a katonáskodás gondolatáról és adja a művészeti pályára. Így került Karlovszky, három évi kadétoskodás után,  a mintarajztanodába.

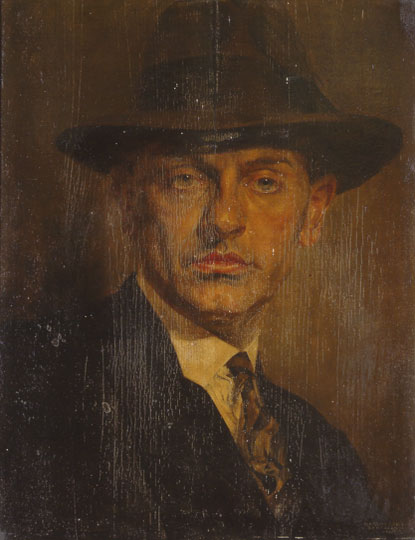
Önarckép (1924)

Innen a müncheni festészeti akadémiára ment, ahol négy esztendőt töltött, előbb mint Benczúr Gyula, majd Seitz Ottó tanítványa volt. Egy ízben érmet is kapott természet után készült rajzaiért. Munkácsy később Párizsba hívta, sőt helyet is adott neki műtermében, ahol Karlovszky egy évet töltött el és azalatt Munkácsy festési modorát annyira elsajátította, hogy a műveit a mesterétől alig lehetett megkülönböztetni. Szalon-zsánerképei a francia fővárosban csakhamar ismertté és kedveltté tették. Első nagyobb képe, A duzzogás, nagy feltűnést keltett és csakhamar olyan népszerűvé vált, hogy másolatokban minden kirakatban látni lehetett, sőt legyezőkre is festették.
Műveit könnyen eladhatta volna Párizsban is, de előnyösebbnek tartotta, hogy  egy műkereskedővel lépett állandó összeköttetésbe, aki  Amerikában teremtett piacot számára. Karlovszky újabb képei,  olaj- és vízfestmények ezentúl egyformán Amerikába vándoroltak, ahol magas árakat fizettek értük. (Merveilleuse című képét, amelyet 3000 frankért adott el Kleinbergernek, még aznap 4000-ért vásárolta meg Hodjek amerikai képkereskedő, és ettől egy amerikai műbarát már 16.000 frankon váltotta magához. Külföldről való visszatérése után, 1894-ben Budapestre költözött, ahol előbb illusztrálással, később aprólékosan kidolgozott tanulmányfejek és arcképek festésével foglalkozott. Egy ideig Budapesten festőiskolát tartott fenn. 1921-ben kollektív kiállításon vett részt a Műcsarnokban. 1928-tól a budapesti Képzőművészeti Főiskola tanára volt. Karlovszky számos műve a Magyar Nemzeti Galéria tulajdonában van. Élete végén a Városligeti fasor 23-as számú villában élt. Itt érte a halál 79 éves korában - szívkoszorúér elzáródásban hunyt el. A Fiumei úti sírkertben temették el.

## Ismertebb tanítványai
- Breznay József
- Ferenczy József

## Díjai, elismerései
- állami nagy aranyérem, Ráth-díj (1908)
- jubileumi Királydíj (1911)
- Horovitz-díj (1920)
- Corvin-lánc (1935)

## Főbb művei
- Rózsavölgyi Gyula
- Női akt a műteremben
- Kléh István (1920)
- G. H. Becker porosz kultuszminiszter (1932)
- Ódry Árpád a Hamlet szerepében
- Önarckép